# Rolando Quintanilla
Rolando Quintanilla (Nuevo Laredo, 17 de setembro de 1980) é um ex-automobilista mexicano.

## Carreira
Após disputar provas da SCCA Formula Continental e da USF2000, Quintanilla estreou na Indy Lights na última prova da temporada de 1999, em Fontana, pela Conquest Racing. Não terminou a prova e foi o último colocado na classificação geral, sendo ainda o único piloto que não pontuou.
Disputou ainda 5 temporadas completas entre 2000 e 2004, representando ainda as equipes Roquin Motorsports e Bowes Seal Fast Racing. Em 42 provas disputadas, obteve um pódio e não registrou nenhuma volta mais rápida. Ele ainda chegou a fazer testes em equipes da CART e da Indy Racing League para desenvolver pneus e chassis dos carros. Após deixar as pistas, criou um programa de desenvolvimento para jovens pilotos de seu país.

## Links
- Indy Lights results - ChampCarStats.com (em inglês)